# Konopí seté

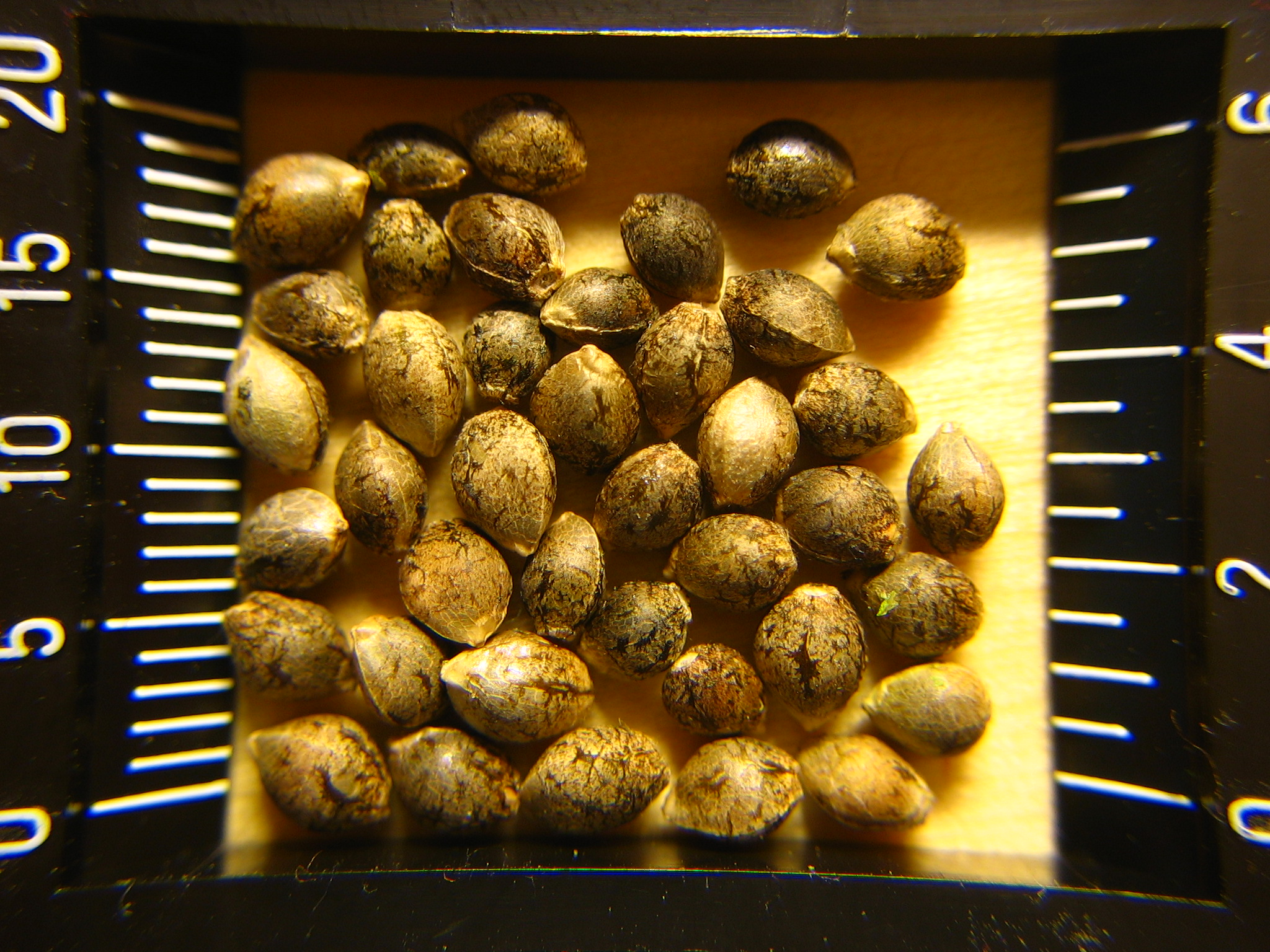
Neloupané konopné semeno

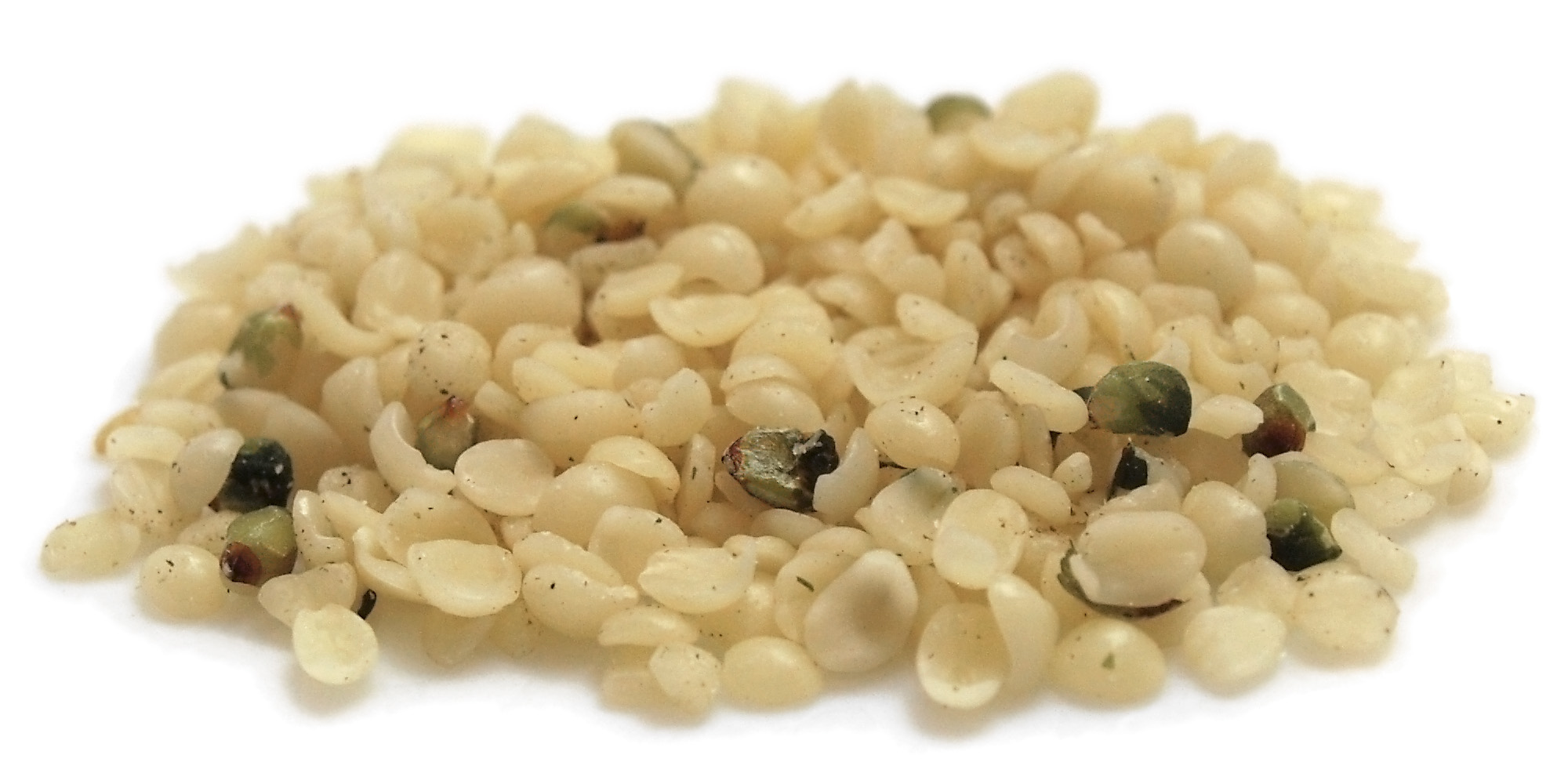
Potravinářské loupané konopné semeno

Konopí seté (Cannabis sativa) je teplomilná jednoletá dvoudomá rostlina z čeledi konopovité (Cannabaceae), původem ze střední Asie. Tradičně se využívá jako olejnina a rostlina přadná, zařazuje se i mezi energetické plodiny.

## Pěstování
Konopí je nenáročné na živiny a středně náročné na vodu, nejlepší předplodiny jsou hnojené okopaniny nebo bobovité (Fabaceae), samo je dobrou předplodinou. Vyžaduje neutrální až mírně kyselou půdní reakci. Hnojení a dobrý přísun vody, zejména v růstovém stádiu, může i několikanásobně zvýšit výnos. Vhodné je přihnojení močůvkou nebo kejdou. Seje se od půli dubna do půli května do jemně připravené, hluboké a kypré půdy. Klasicky se dělala zimní orba, dnes se doporučuje z důvodů ochrany před erozí a zabránění mineralizaci výsev vymrzající meziplodiny, která je na jaře zapravena před přípravou půdy k setí. Číselné agrotechnické hodnoty jsou uvedeny v tabulce.
| Základní údaje o konopí setém | HTS (g) | Výsevek (kg/ha) | Řádky (cm) | Hloubka setí (cm) | Výnos (q/ha) |
| --- | ------- | --------------- | ---------- | ----------------- | ------------ |
| Základní údaje o konopí setém | 15–25   | 8–15            | 40         | 3–5               | 6–12         |
| V tabulce jsou uvedeny orientační hodnoty, někdy se jedná o poměrně široké rozpětí. Konkrétní výsevek je třeba přizpůsobit odrůdě a způsobu pěstování. |         |                 |            |                   |              |

U pěstování na semeno je výsevek 8–15 kg/ha a vzdálenost řádků od 40 cm, zatímco u konopí pěstovaného jako přadná rostlina se seje 30–40 kg/ha do řádků 10–20 cm. Autoři Moudrý a Strašil (1996) uvádí výsevek při pěstování na vlákno 100 kg/ha, kombinovaně 80 kg/ha a na semeno 20–30 kg/ha. Dříve se konopí pěstovalo i kombinovaně, pro semeno a vlákno zároveň. Při silném tlaku plevelů jsou rostliny slabé a výnos neuspokojivý. Zpomalený vývoj je zejména na utužené půdě, při zamokření nebo nedostatku přístupných živin.

## Sklizeň
Sklizeň je problematická, vláknité vysoké rostliny často ucpávají stroje. Jako opatření je doporučeno zvednutí mláticího stolu. Sklízí se před dozráním všech semen, jinak jsou velké ztráty výdrolem. Pěstování a sklizeň konopí na vlákno je ještě obtížnější a vyžaduje speciální techniku (Dostálek a kol., 2000).

## Konopí coby omamná látka
Podle Jednotné úmluvy o omamných látkách (1961) „cannabis“ značí „kvetoucí nebo plodící vrcholky konopí (kromě semen a listů, které nejsou doprovázeny vrcholky), ze kterých nebyla extrahována pryskyřice“, ale v běžném žargonu zahrnuje označení „cannabis“, „marihuana“ nebo „hašiš“ řadu různých přípravků z konopí, známých pod stovkami domácích jmen. V principu je správné tvrzení, že marihuana označuje psychoaktivní vrcholky samičího květenství či plodenství a hašiš pryskyřici, která se na těchto vrcholcích tvoří.